# Mount Frazier
Mount Frazier är ett berg i Antarktis. Det ligger i Västantarktis. Nya Zeeland gör anspråk på området. Toppen på Mount Frazier är 731 meter över havet.
Terrängen runt Mount Frazier är lite kuperad. Trakten är obefolkad. Det finns inga samhällen i närheten.